# Jazz de China
El jazz en China se introdujo a principios del siglo XX, y se desarrollaron nuevas formas en el país a medida que el género se veía influido por la cultura local.

## Historia

### Antes de 1949

#### Introducción del jazz en China

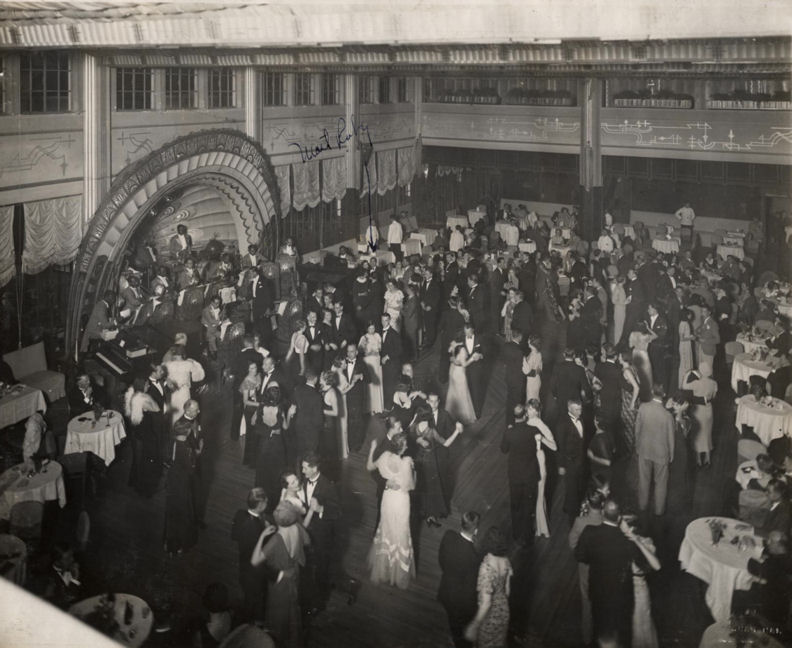
Buck Clayton y sus Harlem Gentlemen actúan mientras la gente baila en el salón Canidrome

La introducción del jazz en China se remonta a las décadas de 1920 y 1930, sobre todo en Shanghai. Como ciudad internacional y puerto clave abierto al comercio occidental, el singular entorno geopolítico y cultural de Shanghai propició el intercambio y la adaptación de influencias culturales extranjeras, entre ellas el jazz.  El colonialismo occidental desempeñó un papel importante en la llegada del jazz a Shanghai, ya que esta ciudad fue colonizada por muchos países occidentales diferentes, así como por Japón. Además, la industria editorial, mediática y discográfica desarrollada en Shanghai también contribuyó a cultivar la difusión y el desarrollo del jazz. Los diarios de viaje de músicos de jazz extranjeros como Whitey Smith (un baterista de jazz de San Francisco que aterrizó en Shanghai en 1922) y Buck Clayton en Shanghai proporcionan una valiosa documentación sobre el carácter de los músicos extranjeros en la configuración del desarrollo temprano del jazz en Shanghai, y la reacción del público ante este fenómeno.

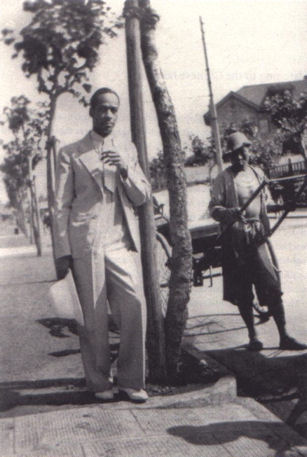
Buck Clayton en Shanghái hacia 1934

Whitney Smith y su banda llevaron a Shanghái elementos del jazz occidental. En su libro menciona cómo adaptaron creativamente su música para atraer al público chino local. Incorporaron melodías occidentales populares como «Dardanella», «The Missouri Waltz» y «Stumbling All Around», junto a estándares de jazz como «The St. Louis Blues», introduciendo gradualmente ritmos de baile en sus actuaciones. Sus adaptaciones chinas, entrelazadas con un ritmo de jazz, fueron bien acogidas, ya que el público empezó a abrazar la música e incluso se unió al baile. Canciones como «Singing in the Rain» y «Parade of the Wooden Soldiers» se hicieron especialmente populares entre el público más joven. 
A pesar de estos éxitos, la banda se encontró con limitaciones culturales, sobre todo a la hora de mezclar instrumentos occidentales con la música tradicional china. Por ejemplo, en el diario de Whitney, menciona que su pianista, Jimmy Elder, luchaba por adaptar las técnicas del piano de jazz a las composiciones chinas, ya que consideraba innecesario un intrincado juego de dedos para las estructuras musicales más sencillas, lo que le frustraba enormemente.  Buck Clayton y su banda Harlem Gentlemen actuaban principalmente en el salón de baile Canidrome de Shanghái. En sus composiciones destacaba el carácter cosmopolita único de Shanghai. Como asentamiento internacional, Shanghái albergaba una comunidad diversa, con residentes británicos, franceses, rusos, estadounidenses y otros extranjeros. Esta diversidad reflejaba la condición de Shanghái como centro de comercio mundial, donde convergían empresas de todo el mundo, lo que reforzaba la reputación de la ciudad como crisol de culturas. 

#### Primeras bandas autóctonas
Los inicios del jazz en China estuvieron dominados por artistas extranjeros sobretodo filipinos y rusos, existiendo pocos espacios para músicos locales, los cuales de a poco fueron obteniendo más protagonismo.
Existen registros de 1927 de una gira de una banda de jazz china llamada "Chinese Jazz Band" dirigida por Sun Moon Lee por Australia y Nueva Zelanda, una banda que mezclaba jazz con música tradicional. Otra banda fue creada por Yu Yuezhan quien estudió música en Tokio, Japón, formó una banda de músicos chinos y se presentaba en un salón de baile de propietarios japoneses, de la cual no existen registros fonográficos. Sin embargo que se ha citado como la primera banda de jazz con toda su formación de músicos de China fue la  Jimmy King Band, que se presentaba regularmente desde 1947 en el salón de baile Paramount de Shanghái, liderada por Jimmy King, seudónimo artístico de Jin Huaizu, en esta banda participaron artistas como el pianista Cao Ziping, el percusionista Bao Zhengzheng, el contrabajista Zheng Deren y el trumpetista Zhou Wanrong. Otras bandas de jazz de esta primera generación de artistas, previa al ascenso de Mao son la Huang Feiran Band y la Kaixuan Band.

#### Shidaiqu

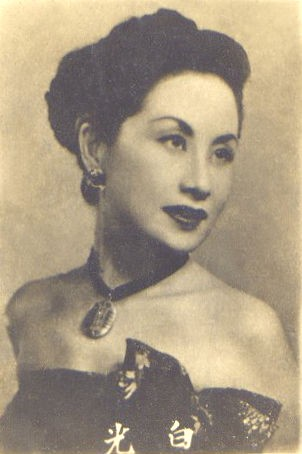
Bai Guang, cantante de shidaiqu

El jazz en China fue adaptado y localizado por músicos chinos como Li Jinhui, que fusionaron jazz, música popular estadounidense, melodías populares chinas, música folclórica e instrumentos tradicionales, creando un nuevo estilo apodado música amarilla.  Este género combinaba los ritmos modernos del jazz con elementos culturales chinos y era emblemático del paisaje musical cosmopolita de Shanghai.   Entre sus manifestaciones destacan el famoso género Shidaiqu y el Shanghai Paramount Ballroom. Shidaiqu, en su estilo musical, reflejaba la fusión del jazz, la música folclórica china y el pop estadounidense. En su contenido, se alineaba con la extravagante y floreciente vida nocturna de Shanghai. Su popularidad demostraba el aprecio de la gente por este estilo musical. Estas canciones se interpretaban principalmente en grandes salones de baile, como el Paramount Ballroom. La gente del lugar y las celebridades socializaban, entretenían, bailaban y celebraban grandes eventos en estos salones de baile, lo que demostraba aún más el gran atractivo del jazz entre el público.

### De 1949 a 1978
Tras la instauración de la República Popular China en 1949, el vigoroso desarrollo del jazz se vio limitado por los nuevos dirigentes chinos, representados por Mao Zedong. El jazz fue considerado de mal gusto por su grado de libertad, característica esencial de la música de jazz. Además, el gobierno chino llegó a considerar el jazz como no revolucionario, así como un producto del capitalismo que violaba la ideología de la «revolución continua» de Mao.  Así, con la creciente influencia del Partido Comunista Chino en el país, las canciones pop chinas que contenían elementos de jazz fueron completamente proscritas en China, sustituidas por canciones revolucionarias que alababan y promovían el espíritu del patriotismo, así como la carrera de Mao y el PCCh,  por ejemplo, " El oriente es rojo (东方红) ", una canción popular del norte de Shaanxi cantada por Li Youyuan y arreglada por Li Laxzhi. 
La Revolución Cultural (1966-1976), una fase importante de la «revolución continua» de Mao, dio lugar a controles culturales más estrictos que restringieron gravemente la interpretación y difusión de la música de jazz en China. Durante esa época, el país sufrió una importante agitación política y social destinada a preservar la ideología comunista y eliminar las influencias capitalistas de la sociedad china. Se privó de libertad de expresión a los intelectuales que se consideraba que tenían inclinaciones occidentales o burguesas, se les persiguió y se intentó eliminar todo lo relacionado con la cultura occidental.  Como consecuencia, se produjo una segunda oleada migratoria tras la primera, al final de la Segunda Guerra Mundial, durante la cual muchos destacados compositores de jazz de Shanghái se trasladaron a Hong Kong y Taiwán. Esta migración contribuyó al casi estancamiento del desarrollo de la música de jazz en China continental. 

### Después de 1978

#### La segunda generación del jazz chino

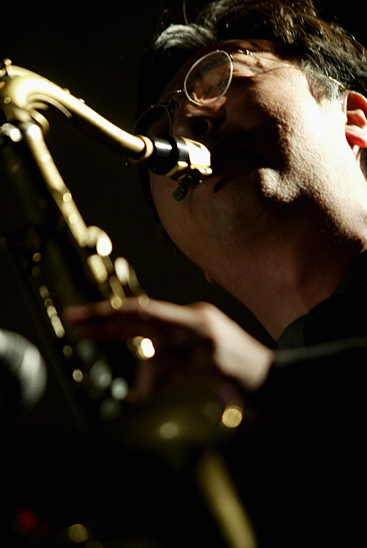
Imagen de Lui Yuan, llamado el padre del jazz chino.

El final de la Revolución Cultural y la puesta en marcha de la Reforma y Apertura de China por Deng Xiaoping marcaron el regreso del jazz a la China continental. Se reanudaron las actuaciones de jazz en locales como el bar de jazz del Hotel Peace de Shanghái. Lo que reflejaba un creciente compromiso con las influencias culturales occidentales en China. Desde entonces, junto con la comercialización en China, la música de jazz recuperó rápidamente su popularidad, y el impulso de desarrollo se hizo gradualmente enorme a medida que personas de todas las edades expresaban su pasión por el jazz.  La banda de jazz del Hotel Peace de Shanghái, llamada Peace Hotel Old Jazz Band, fue formada en 1980 por antiguos músicos de la década de 1940. Fue en esta década cuando nació la llamada segunda generación del jazz chino, generación influenciada por el diplomático y también músico alemán Martin Fleischer. En esta época destaca el saxofonista Liu Yuan, llamado el "padre del jazz chino", quien ganó fama inicial gracias a sus presentaciones con el trompetista y compositor Cui Jian, considerado el "padre del rock".  Esta generación tomó al jazz como una forma de libertad de expresión individual.

#### La tercera generación del jazz chino

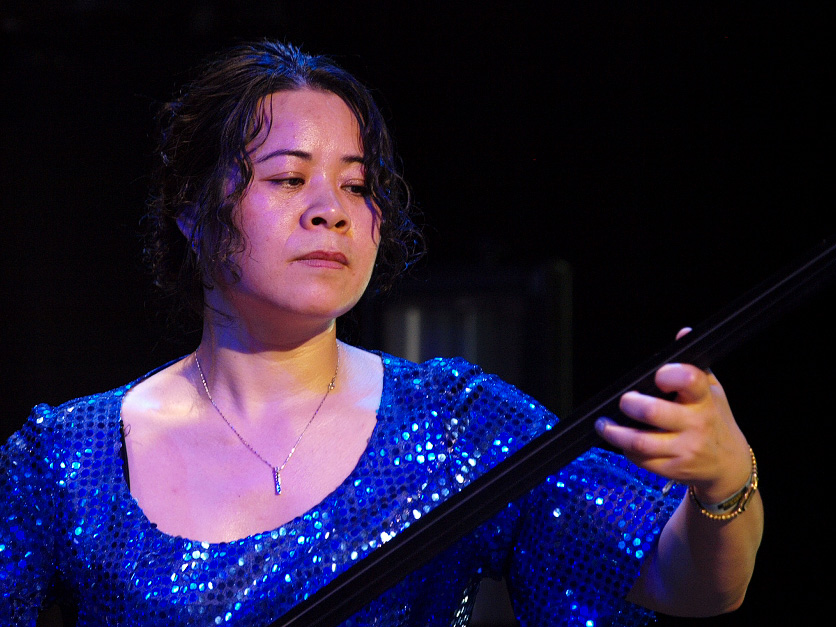
Xu Fengxia, música de jazz e interprete de pipa, residente en Alemania.

En la década de 1990, el jazz empezó a ampliar su influencia en otras partes de China, además de Shanghái. Cada vez más gente muestra interés por el jazz, y empiezan a surgir bares y festivales de jazz. Además, los entusiastas del jazz empezaron a crear y compartir activamente sus propias composiciones de jazz, además de aceptar el jazz como género musical.  A partir de la década de 1990 nace la tercera generación del jazz chino, donde se diversifican los estilos, géneros e influencias, de está generación destacan en Shanghái: el guitarrista Lawrence Ku, la cantautora Coco Zhao, el saxofonista Zhang Xiaolu, y el cantante y pianista Joey Lu.Mientras que en Pekín destacan el bajista Adam, el pianista Xia Jia, el pianista Kong Hong Wei (también conocido como Golden Buddha, líder de la banda Golden Buddha Jazz Band), el saxofonista de origen mongol Liu “Kenny” Xiaoguang, el baterista Xiao Dou, la cantante Yao Yi Xin, los bajistas  Zou Tong y Zhang Ling, y los saxofonistas  Yinjiao Du y Wu Yun Nan.  Muchos músicos de esta generación recibieron formación en el extranjero.
Además de Shanghái, que fue la primera ciudad de China continental en acoger actuaciones de jazz y ha experimentado un importante desarrollo cultural y económico, Pekín también ha desempeñado un papel importante en la historia de la música de jazz en China. El jazz de Pekín se caracteriza por combinar elementos típicos del jazz con diversos estilos musicales.

#### La cuarta generación del jazz chino
La cuarta generación nace a partir de la década de 2010. Siendo la generación más reciente, la cual cuenta con apoyo gubernamental, y con la integración del jazz en la educación musical del país. Dentro de esta generación destaca el saxofonista Li Gaoyang, se produce una proliferación de festivales de jazz en el país como el Festival de Jazz de Taihu, JZ Festival de Shanghái, el Nine Gates International Jazz Festival de Beijing, Montreux Jazz Festival China  en Suzhou, Hong Kong International Jazz Festival, además de festivales locales más pequeños en Nanjing, Zhuhai, y Changsha.

## Legado actual
El jazz ha tenido un legado intrigante y evolutivo en China, surgiendo como una interacción cultural única entre sus orígenes occidentales y las influencias locales chinas. Su integración moderna, ejemplificada por artistas como Jay Chou, refleja un diálogo permanente entre tradición y modernidad, tendencias globales y sensibilidades locales. El papel del jazz en la China actual puede clasificarse en tres facetas clave: su fusión con la música china, su establecimiento como fenómeno cultural de nicho y su creciente importancia en la educación. Juntos, estos aspectos revelan la notable adaptabilidad del jazz y su creciente importancia en el tejido cultural de la China moderna. 

### El jazz como nicho cultural
Aunque el jazz no es un género mayoritario en China, ha desarrollado un público fiel y vibrante, sobre todo en centros urbanos como Shanghai, Pekín y Guangzhou. Estas ciudades albergan prósperas escenas de jazz caracterizadas por locales emblemáticos y eventos que atienden a entusiastas y músicos por igual. 

#### En Shangai
Conocida como la cuna del jazz en China durante las décadas de 1920 y 1930, Shanghai sigue siendo un centro neurálgico del género. El JZ Club, fundado en 2004, es la piedra angular de esta comunidad y acoge actuaciones en directo de artistas locales e internacionales. El festival anual JZ consolida aún más la reputación de Shanghai como ciudad mundial del jazz, atrayendo a miles de asistentes y fomentando el intercambio musical intercultural. 

#### En Pekín
En Pekín, locales como Blue Note Beijing, sucursal del mundialmente famoso club neoyorquino, y East Shore Live Jazz Café ofrecen plataformas tanto a talentos consagrados como emergentes. Estos espacios hacen hincapié en el jazz tradicional al tiempo que incorporan expresiones artísticas locales, creando una identidad jazzística exclusivamente china. 
Festival de Jazz de Pekín: En 1993, Udo Hoffman, un alemán que vivía entonces en Pekín, tuvo la idea de organizar un evento dedicado a la música de jazz en China, y un año después organizó el primer Festival de Jazz de Pekín, que se celebró anualmente hasta 1999 con patrocinio. Cada año, el festival de jazz presentaba grupos de China, Dinamarca, Holanda, etc., dando a conocer al público chino a los pioneros internacionales del jazz y proporcionando una plataforma para que los músicos de jazz chinos mostraran a sus cerebros. 
La naturaleza especializada del jazz le permite servir como marcador de sofisticación urbana y refinamiento intelectual. Esta imagen lo hace especialmente atractivo para la clase media joven y culta, que ve en el jazz un símbolo de cosmopolitismo y exploración creativa. 

### El jazz en la educación
La creciente influencia del jazz en China se extiende a su presencia en la educación. Instituciones como el Conservatorio de Música de Shanghai y el Conservatorio Central de Música de Pekín ofrecen ahora programas especializados de jazz centrados en la interpretación, la teoría y la composición。.
Conservatorio de Música de China (Pekín): Tradicionalmente conocido por su enfoque en la música clásica china, el Conservatorio de China ha ampliado su oferta para incluir el jazz, lo que refleja la creciente relevancia del género. 
La enseñanza del jazz en China no sólo cultiva las habilidades técnicas, sino que también hace hincapié en la autoexpresión y el intercambio cultural. Los aspirantes a músicos de jazz suelen actuar en clubes locales, tendiendo un puente entre los estudios académicos y la escena musical profesional. 

### El legado más amplio del jazz en la China moderna
El jazz en la China moderna entrelaza la sofisticación cosmopolita con la creatividad localizada. Como observa el académico Terence Hsieh, el género refleja la modernidad urbana y las influencias regionales, sobre todo en ciudades como Shanghai y Pekín, donde los contextos culturales y económicos conforman su estética. La historia cosmopolita de Shanghai la sitúa como centro mundial del jazz, mientras que la atmósfera intelectual de Pekín enfatiza la expresión artística localizada. 
Además, el jazz, como señala Hsieh, ejemplifica la adaptabilidad de las formas artísticas globales dentro de la cultura china contemporánea.  Su integración refleja una tendencia más amplia de intercambio cultural, en la que los elementos extranjeros se reinterpretan para que resuenen con las tradiciones locales y el patrimonio contemporáneo, lo que lo convierte en un vehículo único para tender puentes entre las identidades global y china.

## Influencia cultural

### El jazz como símbolo de modernidad
El jazz se convirtió en un elemento definitorio de la modernidad en la China de la era republicana (1919-1949), especialmente en Shanghai. Ser considerado moderno significaba escuchar y bailar música de jazz estadounidense, el jazz proporcionó la banda sonora de la modernidad china y contribuyó a alimentar la industria cultural de la era del jazz en Shanghai. 

### Creación de nuevos espacios sociales
El jazz facilitó la aparición de espacios sociales alternativos donde se producían interacciones multiculturales y no tradicionales. Estos espacios permitían la improvisación y la colaboración entre músicos de distintos orígenes. 

### Influencia en la música china

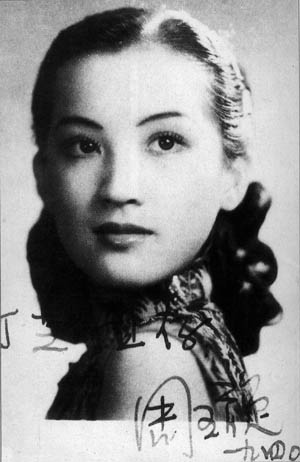
Zhou Xuan, una de las estrellas del género musical conocido como shidaiqu, nacido por influencia del jazz.

Li Jinhui, a menudo considerado el padre de la música moderna china, estuvo probablemente influido por las actuaciones de jazz en Shanghai. El jazz ayudó a engendrar nuevos estilos y formaciones estéticas musicales como el cantopop y el mandopop, que tienen un vínculo directo con su progenitor, Li Jinhui y la música afroamericana.  Cantantes famosos como Zhou Xuan grabaron canciones que mezclaba géneros musicales como el jazz y blues con estilos chinos 
Después de la década de 1980, las instituciones educativas influidas por el jazz y la formación de músicos en Pekín contribuyeron a crear una nueva generación de artistas que fusionaron elementos del jazz con las tradiciones musicales chinas..

### Impacto en la industria del entretenimiento

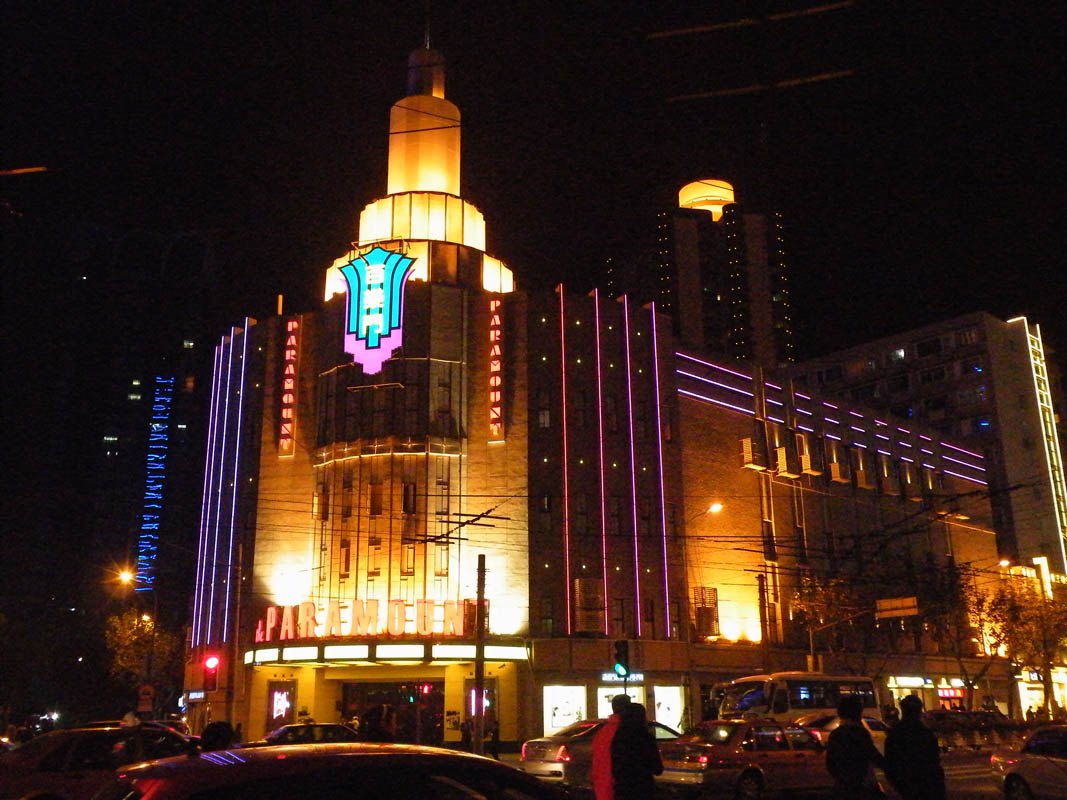
Teatro y salón de baile Paramount de Shanghái, abierto desde 1933 y uno de los símbolos del jazz en China.

Se abrieron numerosos locales de jazz por todo Shanghái, superando incluso a Harlem en distribución espacial.  Las actuaciones de jazz se anunciaban profusamente en los periódicos chinos. En la década de 1930, los cabarets y salones de baile, que empleaban a miles de trabajadores, se convirtieron en un componente clave de la famosa vida nocturna de Shanghai. 
El renacimiento de clubes de jazz como Blue Note Beijing en la década de 2010 pone de relieve cómo el jazz sigue siendo un símbolo de sofisticación cultural y diálogo intercultural en la China moderna. 
La popularidad del jazz en China provocó reacciones tanto del partido nacionalista como del comunista, ya que el jazz se consideraba un desafío a los valores tradicionales chinos. Se convirtió en blanco de las críticas de los intelectuales chinos, que lo consideraban primitivo o decadente.
El auge de las mujeres intérpretes de jazz puso en tela de juicio las normas tradicionales de género en China. Históricamente, las mujeres tenían prohibido actuar en público debido a tabúes sociales que equiparaban el canto público con la incorrección moral. Cantantes de jazz como Zhou Xuan simbolizaron la nueva visibilidad de la mujer moderna en la sociedad china. 